# ليوناردو فيلاغرا
ليوناردو فيلاغرا (بالإسبانية: Leonardo Villagra)‏ (2 سبتمبر 1990 بأسونسيون في باراغواي - ) هو مدرب كرة قدم ولاعب كرة قدم مكسيكي وباراغواياني في مركز الهجوم.

## وصلات خارجية
- ليوناردو فيلاغرا على موقع قاعدة بيانات كرة القدم.إي يو (الإنجليزية)
- ليوناردو فيلاغرا على موقع Soccerway.com (الإنجليزية)